# Hartklopping
Hartkloppingen (palpitaties) is in de geneeskunde een symptoom, althans een klacht van de patiënt, en betekent niet meer of minder dan het zich (meestal onaangenaam) bewust zijn van het kloppen van het eigen hart.
Dit kan zijn omdat er inderdaad iets vreemds is aan de manier waarop het hart klopt, of ook wel omdat de aandacht hierop sterker dan normaal gericht is. Het verschijnsel kan optreden bij opwinding, fysieke of mentale vermoeidheid of warmtegevoeligheid. Doorgaans duren hartkloppingen een of twee minuten, maar ze kunnen in sommige gevallen dagenlang aanhouden. Vaak is er sprake van een versneld hartritme, maar hartkloppingen kunnen ook een onregelmatige hartslag met zich meebrengen. Rust nemen in een horizontale houding verhelpt het probleem vaak in korte tijd. Sommige mensen hebben meermaals per dag hartkloppingen, bij anderen komt het slechts zelden of nooit voor. 
Bij langdurige hartkloppingen die samengaan met pijn in de borst en/of flauwvallen is het raadzaam deskundig advies in te winnen.
Hartkloppingen kunnen soms het gevolg zijn van een verhoogde schildklierwerking, (hyperthyreoïdie). 